# Pontania glabrifrons
Pontania glabrifrons är en stekelart som beskrevs av Benson 1960. Pontania glabrifrons ingår i släktet Pontania, och familjen bladsteklar. Arten är reproducerande i Sverige.